# Hubert et Takako
Hubert et Takako est une série télévisée d'animation française en 78 épisodes de 7 minutes, créée et réalisée par Hugo Gittard et diffusée depuis le 3 novembre 2013 sur Canal+ Family dans l'émission Cartoon+.
La série est également diffusée sur Canal J et depuis le 2 mai 2015 sur Gulli.

## Synopsis
Hubert, un cochon hypersensible qui renie ses origines campagnardes, rêve de mener une vie raffinée à la ville. Mais son amie Takako, une mouche rebelle et hyperactive, ne cesse de compromettre sa quête d’élégance ! Elle le pousse à quitter ses chaussons brodés, et lui temporise ses excès. Et si c’était ça, l’amitié ?!

## Fiche technique
- Titre original : Hubert et Takako
- Création : Hugo Gittard
- Réalisation : Hugo Gittard
- Décors : Cécile Thomas
- Montage : Amélie Degouys
- Musique : Vincent Artaud
- Production : Marc du Pontavice
  - Production exécutive : Marie-Laurence Turpin
- Société de production : Xilam
- Pays d'origine :  France
- Langue originale : français
- Genre : série d'animation, comédie
- Durée : 7 minutes
- Nb. de saisons : 1
- Nb. d'épisodes : 78

## Distribution
- François-Xavier Demaison : Hubert[1]
- Charlotte Le Bon : Takako[1]
- Marie-Laure Dougnac : Katy[3]
- Ariane Aggiage : Jennifer[3]
- Jérémy Prévost, Stéphane Ronchewski, Guillaume Orsat: voix additionnelles

## Épisodes
1. Ras le bol d'air
2. Tata Takako
3. Star de pub
4. Le cochon invisible
5. Mystère à la clé
6. Concombre de l'espace
7. Votez Takako
8. Question pour un cochon
9. Soirée pyjama
10. Larmes de cochon
11. Takako, tu dors ?
12. Les petites bêtes ne mangent pas les grosses
13. Touche pas à mes raviolis
14. Oh les amoureux !, première partie
15. Oh les amoureux !, deuxième partie
16. Hubert a les crocs
17. La science des pizzas
18. Un agent très spécial
19. L'aventure en pantoufles
20. Le fou du ménage
21. Le bonheur à tout prix
22. Cosmocochon et Astromouche
23. La rebelle de la famille
24. Chasse au trésor
25. Conduite (mal) accompagnée
26. Beau comme un vélo
27. Cache cache guitare
28. Pas cap
29. Jour de match
30. Voyante extra (pas) lucide
31. Une mouche dans le potage
32. Surprise
33. Un ascenseur très particulier
34. 100 % muscle
35. Il faut sauver le soldat Takako
36. Cochon d'eau douce
37. Retour à la nature
38. Le tableau hanté
39. Jennifromage
40. Le chaton venu d'ailleurs
41. Complètement gaga
42. Gros nez
43. Cochon de collection
44. Peut mieux faire
45. Trait de génie
46. Mamie pas gâteau
47. Les pirates du gazon
48. Naufragés du cinquième étage, première partie
49. Temps de cochon
50. Écriture de cochon et pattes de mouche
51. La légende du roi Hubert
52. Le vaudou, c'est pas chou
53. Psychotango
54. Acrylique
55. C'est pas du gâteau
56. Tatouages et pétarades
57. Même pas peur !
58. La mouche est célèbre
59. La tombola
60. Gaga d'Olga, première partie
61. Gaga d'Olga, deuxième partie
62. Allô docteur
63. Décrocher la lune
64. Mise en boîte
65. Que le meilleur gagne !
66. Takako Pop
67. Gare à l'ange gardien
68. Double cochon
69. T'as pas vu ma gomme ?
70. Naufragés du cinquième étage, deuxième partie
71. Désaccord parental
72. À l'aveuglette
73. La dernière fois
74. Fans de série
75. Un amour de robot
76. Fais-moi rire
77. Petit Hubert
78. Retour vers le Hubert

## Diffusion internationale
| Pays                          | Langue                       | Chaîne                                |
| ----------------------------- | ---------------------------- | ------------------------------------- |
| Amérique hispanique           | Espagnol d'Amérique, anglais | Disney XD                             |
| Australie et Nouvelle-Zélande | Anglais                      | Disney XD                             |
| Brésil                        | Portugais brésilien, anglais | Disney XD                             |
| Flandre                       | Néerlandais flamand          | Ketnet (VRT)                          |
| Estonie                       | Estonien                     | Kanal 2                               |
| Finlande                      | Finnois                      | MTV Juniori                           |
| France                        | Français                     | Canal+, Canal+ Family, Canal J, Gulli |
| Inde                          | Anglais, hindi, tamoul       | Sonic-Nickelodeon, Amazon Prime       |
| Italie                        | Italien                      | K2, Frisbee                           |
| Japon                         | Japonais                     | Disney Channel                        |
| Ukraine                       | Ukrainien                    | ПлюсПлюс (PlusPlus)                   |
| Taiwan                        | Mandarin                     | EBC Yoyo                              |

## Le jeu
Un jeu à l'effigie d'Hubert et Takako nommé « Hubert perd les pédales » est sorti.